# Lisbon (Maryland)
Lisbon statisztikai település az USA Maryland államában, Howard megyében. Lakosainak száma 282 fő (2020. április 1.). 